# عيسى فال
عيسى فال هو عداء سريع سنغالي، ولد في 1947.

## وصلات خارجية
- عيسى فال على موقع أوليمبيديا (الإنجليزية)